# أنتوني بالمر
أنتوني بالمر (بالإنجليزية: Anthony Palmer)‏ هو قائد عسكري بريطاني، ولد في 13 مارس 1949.